# HNA Group

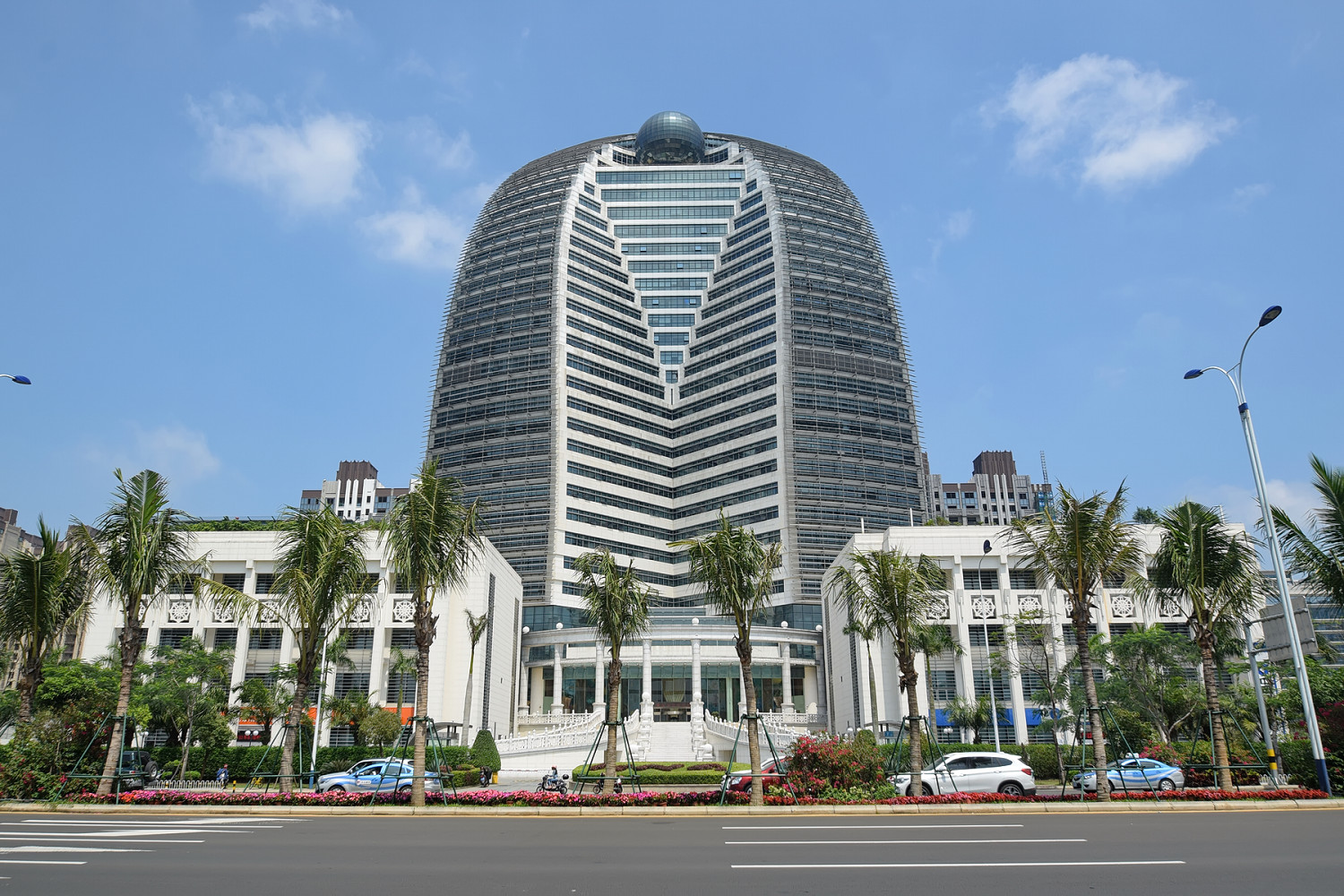
Das HNA Building an der HNA Plaza in Haikou, welches Hauptsitz von Hainan Airlines und der HNA Group ist.

Die HNA Group (海航集团有限公司,  hǎiháng jítuán yǒu xiàn gōngsī) ist eine chinesische Unternehmensgruppe mit Sitz in Haikou auf der Insel Hainan, die hauptsächlich in den Branchen Luftverkehr und Tourismus aktiv ist. HNA ist der drittgrößte Flugzeugvermieter der Welt, das größte Bodenabfertigungsunternehmen und der Marktführer für In-Air-Catering. Es besitzt Flughäfen, Frachtunternehmen, Reisebüros und Hotels in mehr als 100 Ländern sowie Anteile an der chinesischen Online-Reise-Buchungs-Site Tuniu. Im Juli 2016 rangierte die HNA Group im Fortune Global 500-Ranking an 111. Stelle mit einem Umsatz von 29,56 Milliarden USD. Im Januar 2021 meldete der Konzern Insolvenz an.

## Geschichte
HNA Group wurde im Jahr 2000 von Chen Feng und Wang Jian als Unternehmensgruppe für die staatliche Verwaltung von Industrie und Handel in der Sonderwirtschaftszone Hainan im äußersten Süden Chinas mitgegründet.
Im Juli 2017 wurde in New York die Hainan Cihang Charity Foundation gegründet; sie ist mit 29,5 Prozent der größte Einzelaktionär der HNA-Gruppe. Von 2017 bis Januar 2019 leitete der frühere Vizekanzler Philipp Rösler die gemeinnützige Stiftung.
HNA hat von etwa Anfang 2015 bis Mitte 2017 für 40 bis 50 Milliarden US-Dollar Firmen und Beteiligungen in aller Welt gekauft. HNA gilt als sehr verschachtelt und intransparent. Die chinesische Regierung bemühte sich seit 2017, tieferen Einblick in die Finanzierung privater Konglomerate wie HNA zu gewinnen und sie stärker zu durchleuchten.
2017 erwarb die Tochtergesellschaft HNA Airport Group GmbH vom Land Rheinland-Pfalz 82,5 Prozent der Anteile an der Frankfurt-Hahn GmbH, der Betreibergesellschaft des Flughafens Frankfurt-Hahn. Die Frankfurt-Hahn GmbH meldete im Oktober 2021 Insolvenz an.  
Im Juli 2018 starb der Mitgründer Wang Jian bei einem Unfall in Frankreich.

## Tochterunternehmen und Beteiligungen
Der Konzern gliedert sich in acht Bereiche:
- HNA Tech
- HNA Tourism
- HNA Capital
- HNA Holding
- HNA Modern Logistics
- HNA Innovation Finance
- HNA Innovation Media & Entertainment
- HNA Associated Industries

Der Geschäftsbereich HNA Tourism ist an 19 Fluggesellschaften beteiligt.
Zu diesen gehören unter anderem die Fluggesellschaften Beijing Capital Airlines, Chang An Airlines, China West Air, Deer Jet, Fuzhou Airlines, GX Airlines, Hainan Airlines, Lucky Air, Suparna Airlines, Tianjin Airlines und Urumqi Air.
Im August 2006 beteiligte sich die HNA Group zudem mit 45 % an Hong Kong Express Airways. Die Beteiligung wurde 2019 an Cathay Pacific verkauft.
Im Oktober 2012 kaufte die HNA Group 48 % der Anteile von Aigle Azur (1970), der zweitgrößten Fluggesellschaft Frankreichs. Die übrigen 52 % verblieben bei der GoFast Gruppe. In Europa besitzt sie des Weiteren 29 % der NH Hotel Group und übernahm im Dezember 2016 Gategroup.
Über Beteiligungsgesellschaften ist die Sparte Flughafenmanagement an den Flughäfen in Haikou, Sanya, Sanxia, Weifang, Dongying und Manzhouli beteiligt. Im August 2015 verkaufte die französische Beteiligungsgesellschaft PAI partners die weltgrößte Servicegesellschaft für Fluggesellschaften und Flughäfen Swissport für 2,73 Milliarden Schweizer Franken an die HNA Group. Im April 2016 machte HNA ein Übernahmeangebot für den Schweizer Flugcaterer Gategroup; die Transaktion wurde Ende 2016 abgeschlossen.
Damit sind zwei ehemalige Tochterunternehmen der SAir-Group wieder unter einem Dach vereint.
Unter der Tourismussparte sind der Reiseveranstalter Luckyway International Travel Service Company Ltd. und die HNA Safe Car Rental Co. Ltd. zusammengefasst.
Andere Industriebeteiligungen der HNA Group sind (Stand 2008) z. B. die HNA Group (Hongkong) Company, die Xi'an Minsheng Group Co. Ltd., die HNA Aviation Import und Export Company Ltd. und die HNA System Co. Ltd.
2016 bot die HNA Group beim Verkauf des Anteils des deutschen Bundeslandes Rheinland-Pfalz an der Flughafen Frankfurt-Hahn GmbH, Betreibergesellschaft des Flughafens Frankfurt-Hahn, unterlag aber der Shanghai Yiqian Trading Company. Nachdem der Verkauf wegen mutmaßlichem Betruges geplatzt war, kam HNA im Frühjahr 2017 doch noch zum Zuge.
2016 kaufte die HNA Group von Air France einen Anteil von knapp 50 % an der Flugcateringfirma Servair.
Im Februar 2016 gab die HNA Group bekannt, dass sie über ihre Tochterfirma Tianjin Tianhai Investment Co. das US-Unternehmen Ingram Micro für rund 6 Milliarden US-Dollar übernehmen wird.
Am 15. Juli 2016 erfolgte mit 80 % Aktienanteil die Übernahme des Flugzeuginstandhaltung und -wartungsunternehmen SR Technics. Am 15. Februar 2017 erwarb die HNA Group zudem 3,04 % der Aktien der Deutschen Bank AG.
Am 17. Januar 2017 erfolgte zusammen mit der RON Transatlantic Advisors die Mehrheitsübernahme der US-amerikanischen Investmentgesellschaft SkyBridge Capital des Finanzinvestors Anthony Scaramucci. Am 31. März 2017 erfolgt eine Beteiligung an der Glencore Storage & Logistics.
Im Mai 2017 erhöhte HNA ihren Stimmrechtsanteil an der Deutschen Bank auf 9,92 Prozent, reduzierte ihn aber im Februar 2018 auf 8,8 Prozent. HNA hält diese Anteile über den Finanzinvestor C Quadrat. HNA ist (Stand Februar 2018) der Einzelaktionär mit dem höchsten Gesamtstimmrechtsanteil, obwohl HNA nur 3,5 Prozent der Aktien besitzt; die restlichen Stimmrechte beruhen auf Finanzinstrumenten. Im Februar 2019 sank der HNA-Anteil an der Deutschen Bank auf 6,3 Prozent.
Die geplante Übernahme der neuseeländischen Bank UDC Finance durch HNA wurde Ende Dezember 2017 von den dortigen Behörden zurückgewiesen, weil die Besitzverhältnisse der HNA-Gruppe unklar seien.

## Intransparenz und Insolvenz
Ende September 2017 forderte die schweizerische Übernahmekommission HNA auf, einige Widersprüche zu erklären. Der Behörde war aufgefallen, dass sich die von HNA angegebenen Eigentumsverhältnisse ungewöhnlich schnell geändert hatten. Bankenaufseher der Europäischen Zentralbank (EZB) prüfen seit Sommer 2017, ob sie HNA nicht mittels eines sogenannten Inhaberkontrollverfahrens durchleuchten sollen. Gerüchte besagen, dass Kader der Kommunistischen Partei nicht veröffentlichte Anteile an HNA halten.
S&P Global bemängelte Ende 2017, HNA betreibe „aggressive Finanzierungsmethoden“, trockne seine Liquidität aus und könne so fällige Schulden nicht mehr bezahlen. Die Gesamtverschuldung des Konzerns soll sich auf 75 bis 100 Mrd. US-Dollar belaufen. Im November 2017 stand der Konzern mit seinen Banken in Verhandlungen über die Verlängerung fälliger Kredite. Ende November 2017 stufte die Ratingagentur Standard & Poor’s (S&P) ihr Rating für HNA von B+ auf B herab. Im Februar 2018 senkte S&P das Rating auf CCC+ ab.
Am 29. Januar 2021 meldete die HNA Group Insolvenz an. Am 24. September 2021 teilte HNA mit, dass Vorstandschef Tan Xiangdong und Verwaltungsratschef Chen Feng von der Polizei verhaftet wurden.